# 오진환
오진환(1978년 7월 6일 ~ )은 대한민국의 래퍼이며, 힙합 그룹 원타임의 서브래퍼, 메인댄서를 맡았었다. 원타임 활동 이후 송백경과 함께 아비꼬 카레를 운영 중이다. 2016년 결혼했다.
2007년 군대에 입대하면서 방송 활동을 접은 오진환은 2018년 3월 16일 방송된 MBC 나혼자산다에 승리가 출연했을 때 등장해 “주짓수를 시작한 지 4~5년 정도 됐다. 승부욕으로 시작했다가 너무 재밌어서 꾸준히 하고 있다”며 근황을 밝혔다.

## 참여앨범

### 1TYM 앨범
1. One Time for Your Mind 1998년 11월
2. 2nd RoUnd 2000년 4월
3. Third Time Fo Yo' Mind!! 2001년 12월
4. Once N 4 All 2003년 11월
5. One Way 2005년 11월